# جیمی گری
جیمی گری (انگلیسی: Jimmy Gray; ۱۶ سپتامبر ۱۹۰۰ – ۱۰ مهٔ ۱۹۷۸) بازیکن فوتبال، و سرمربی (فوتبال) اهل بریتانیا بود.
از باشگاه‌هایی که در آن بازی کرده‌است می‌توان به باشگاه فوتبال لیورپول اشاره کرد.